# مایک کوهن
مایک کوهن (انگلیسی: Mike Kohn؛ زادهٔ may ۲۶, ۱۹۷۲ (۵۲ سال)) ورزشکار بابسلد اهل ایالات متحده آمریکا است.
وی در مسابقات کشوری و بین‌المللی در مجموع برندهٔ ۱ مدال نقره، ۱ مدال برنز شده‌است.